# Христенко, Александр Фёдорович
Александр Фёдорович Христе́нко (2 марта 1936, Киев, Украинская ССР, СССР — 6 января 2003, Караганда, Казахстан) — Народный герой Казахстана (1994).

## Биография
Родился 2 марта 1936 года в Киеве Украинской ССР.
Трудовую жизнь начал с 14 лет помощником комбайнера, а затем комбайнером Золочевской машинно-тракторной станции Харьковской области.
После окончания Харьковского машиностроительного техникума работал мастером инструментального цеха Таллинского кораблестроительного завода, заочно окончив Целиноградский сельскохозяйственный институт.
С 1954 года по комсомольской путёвке был направлен в совхоз имени Пржевальского Нуринского района Карагандинской области, где работал трактористом, бригадиром тракторной бригады, затем первым секретарём Нуринского райкома ЛКСМ Казахстана.
С 1958 года — директор совхоза «Киевский» Нуринского района.
В 1972—1975 годы — начальник Нуринского районного сельскохозяйственного управления, затем директор совхоза имени Кирова Тельманского района Карагандинской области.
В 1981—1982 годы работал первым заместителем Карагандинского областного управления сельского хозяйства.
С февраля 1982 года — директор сельскохозяйственной опытной станции (Карагандинская СХОС), а с 1991 года директор Карагандинского научно-исследовательского совхоз-института сельского хозяйства.
Избирался депутат Верховного Совета Казахской ССР, Народным депутатом Казахской ССР.
Скончался 6 января 2003 года в Караганде после продолжительной болезни.

## Награды
- Звание Народный герой Казахстана с вручением Золотой звезды (1994).
- Орден Ленина.
- Орден Октябрьской революции.
- Два ордена «Знак Почёта»
- Звание «Заслуженный работник сельского хозяйства».
- Звание «Почетный гражданин Бухаржырауского района» (2001).